# エニックス
株式会社エニックス（英: ENIX Corporation）は、かつて存在した日本のゲームメーカー、出版社。2003年（平成15年）4月1日に同業のスクウェアと合併し、スクウェア・エニックス（法人としては現在のスクウェア・エニックス・ホールディングス）となった。本稿ではこの旧エニックスについて解説する。

## 概要
1975年9月22日、福嶋康博により公団住宅の情報誌を発行する出版社「営団社募集サービスセンター」として創業。紆余曲折を経て、1982年に子会社としてエニックスを設立し、パソコンソフト業界に参入。大々的なプログラムコンテストを開き、翌1983年に一挙に13本のソフトを発売した事で一躍知名度を上げる。
1984年10月に任天堂と提携し、ファミリーコンピュータ用のソフトを提供することが決定。1985年7月に家庭用ゲーム機市場に参入。1988年に発売した『ドラゴンクエストIII そして伝説へ…』は社会現象とも呼ばれるほどのヒットを記録、エニックスはゲームメーカーとしての地位を確固たるものとした。社内にはドラクエシリーズ専門の部署である「ドラクエ課」が存在し現在はスクウェア・エニックス第9開発事業部となっている。
1990年、収益の安定を図るために出版ビジネスに進出。翌1991年に創刊した『月刊少年ガンガン』は、15年近く月刊漫画雑誌の創刊で成功といえるものがないという逆風の中、一定の成功を収め、その後、数多くの派生誌を生んだ。
かつては映像ソフト製作とゲームソングやアニメソングの制作も行っていた。自社レーベル『PLENTY SAMAN』（プレンティーサマン）として発足、販売網はパイオニアLDCに委託。スクウェア・エニックスに合併後、映像ソフト製作とアニメソング事業を撤退するが、ゲームソング事業は継続中である。
社名の「エニックス」は、世界初の汎用デジタルコンピュータと言われる「ENIAC（エニアック）」と不死鳥「PHOENIX（フェニックス）」をあわせた造語である。ドラクエシリーズのヒットにより日本有数のゲーム会社とも言われたが、エニックス自体は開発機能を持たないゲームパブリッシャーである。前述のプログラムコンテスト以降、主にコンテストで新人を発掘するという手法が取られ、定期的にゲームのコンテストが開かれていた。この路線は出版ビジネスに進出した際にも踏襲され、多くの新人を発掘している。合併してスクウェア・エニックスになった現在でも、旧エニックス系の流れを汲む作品の開発は外部へ委託されている。
2002年11月26日にスクウェアとの合併契約書が締結されたが、2003年1月10日にスクウェア筆頭株主の宮本雅史が合併比率に不満を持っているとの報道がなされ、1月14日に合併比率がエニックス1：スクウェア0.81からエニックス1：スクウェア0.85に変更された。

## 沿革
- 1975年9月 - 株式会社営団社募集サービスセンター設立。
- 1980年2月 - 営団社募集サービスセンターの100%出資により、東京都港区虎ノ門に株式会社営団社不動産を設立。
- 1981年8月 - 株式会社営団社不動産の商号を株式会社営団社システムに変更。新宿区西新宿に移転。
- 1982年8月 - 株式会社営団社システムの商号を株式会社エニックスに変更。
- 1983年10月 - 小西六写真工業（現・コニカミノルタ）との合弁により、東京都北区に株式会社小西六エニックスを設立。
- 1986年5月 - ファミリーコンピュータ用ロールプレイングゲーム（RPG）『ドラゴンクエスト』発売。
- 1987年10月 - 株式会社小西六エニックスの商号をコニカエニックス株式会社に変更。
- 1988年3月 - 出版物、キャラクター商品の販売子会社としてエニックスプロダクツ株式会社設立。
- 1989年1月 - コニカエニックスを100%子会社化。
- 1989年4月 - エニックス、コニカエニックス、エニックスプロダクツを営団社募集サービスセンターに吸収合併し、商号を株式会社エニックスに変更。営団社募集サービスセンターは休眠状態であり、旧エニックスが実質的な存続会社となる。神奈川県川崎市にエニックス研究所を設置（2000年10月 株式会社ビーエムエフとして法人化）。
- 1991年2月 - 社団法人日本証券業協会に店頭登録銘柄として登録（店頭公開）。
- 1991年3月 - 『月刊少年ガンガン』創刊。
- 1991年10月 - 株式会社デジタルエンタテインメントアカデミー設立。「エニックスゲームスクール」の運営を開始。
- 1996年8月 - 本社を新宿区西新宿から渋谷区代々木へ移転
  - スクウェアとの経営統合、本社移転後はスクウェア・エニックス初台ビルとして存続していたが、老朽化に伴い2015年に日本瓦斯に売却され、同社が本社として使用している[5][6]。
- 1999年8月 - 東京証券取引所 一部上場。
- 1999年11月 - ENIX AMERICA INC. 設立。
- 2001年6月 - エニックスお家騒動発生。
- 2002年9月 - ブロードバンドコンテンツの制作、配信を目的に早稲田大学と共同で株式会社スポーツビービー設立。
- 2003年4月1日 - 同業の株式会社スクウェアと「対等の精神に基づき」合併。当社を存続会社とし、代表をスクウェア代表の和田洋一へと交代、新商号は株式会社スクウェア・エニックスとなった[7]。

## 優秀なクリエイターの発掘

### ゲーム・ホビープログラムコンテスト
1982年に第1回を開催（同年12月20日締め切り）。当時の同様のコンテストは賞金は30万前後が普通のところ賞金総額300万円（最優秀賞100万円）というのが最大の売りであり、後のゲーム界を担う人材を発掘した。300本近くの応募作の中から、13本がパソコンソフトとして実際に販売された。天才マイコン少年として一部で知られていた中村光一をスターダムに押し上げ、堀井雄二との出会いのきっかけとなったことから、『ドラゴンクエスト』シリーズ開発史の最初の舞台として描かれることが多い。堀井はコンテストの紹介記事を「週刊少年ジャンプ」に執筆したライターという立場であったにもかかわらず、プログラミングを独学して勝手に応募してきたという。
- 最優秀プログラム賞「森田のバトルフィールド/森田和郎」
- 優秀プログラム賞「ドアドア/中村光一」
- 優秀プログラム賞「マリちゃん危機一髪/槇村ただし（後のどろんぱ）」
- 入選プログラム賞（以下順不同）
  - 「宇宙の戦士/岡田良行」
  - 「D・I・Sエアポート/藤原誠司」
  - 「星子のアドベンチャー/浅沼利行」
  - 「地底のモンスター/長谷川修」
  - 「ポーカーエキストラ/川口真弘」
  - 「ナポレオン/島田弘明」
  - 「ピラニア君の一週間/白井篤」
  - 「暴走オリエント急行/長瀬敏之」
  - 「ラブマッチテニス/堀井雄二」
  - 「バクテリアエスケープ/橋下友茂」

### エニックス マンガ大賞
年2回開催される漫画家募集企画。1995年にエニックス21世紀マンガ大賞としてスタート（1995 - 99年：全9回）し、2000年に新世紀マンガ大賞と改名（2000 - 02年：全6回）。2003年からエニックスマンガ大賞となり、スクウェアとの合併に伴い2004年の第3回よりスクウェア・エニックスマンガ大賞と改名され現在に至る。
最高位となる大賞受賞者として、桜野みねね、戸土野正内郎、有楽彰展、荒川弘、大高忍などを輩出した。

### エニックス アニメ企画大賞
1998年に行われた、アニメーション関連のクリエイター募集企画。アニメ企画部門、アニメ声優部門、アニメシナリオ部門、メカデザイン部門の4部門があり、出崎統、野沢雅子、藤川桂介の3名が審査を行った。
1998年12月31日に応募が締め切られ、1999年3月12日付の朝日新聞および『月刊少年ガンガン』ほかエニックス刊行各誌で発表された。声優部門の受賞者には野川さくら、今井麻美、早水リサ、雛野まよ（現・榊原ゆい）がいる。

## 関連会社
- 株式会社デジタルエンタテインメントアカデミー （東京都新宿区）
- ENIX AMERICA INC. （ワシントン州シアトル）

```
- 2003年清算
```

- コミュニティーエンジン株式会社 （東京都渋谷区）
- 株式会社ビーエムエフ （神奈川県川崎市）
- 株式会社マッグガーデン （東京都千代田区）
- 株式会社スポーツビービー （東京都渋谷区） - 2004年清算

## 作品一覧

### パーソナルコンピュータ用ソフト
| タイトル                                | 発売日        | プラットフォーム | 開発元                                             | 備考               |
| --------------------------------------- | ------------- | ---------------- | -------------------------------------------------- | ------------------ |
| ドアドア                                | 1983年2月     | PC               | 中村光一                                           |                    |
| マリちゃん危機一髪                      | 1983年2月     | PC               | 槙村ただし                                         |                    |
| ポートピア連続殺人事件                  | 1983年6月     | PC               | 堀井雄二                                           |                    |
| ロリータ・シンドローム                  | 1983年10月    | PC               | 望月かつみ                                         |                    |
| ザース 人工頭脳オリオンの奪還           | 1984年        | PC               | ジャンドラ                                         |                    |
| Dr.スランプ バブル大作戦                | 1984年        | PC               |                                                    |                    |
| ニュートロン                            | 1984年5月     | PC               | 中村光一                                           |                    |
| ウイングマン                            | 1984年11月    | PC               | TAMTAM                                             |                    |
| 地球戦士ライーザ                        | 1985年        | PC               | 九葉真、真島真太郎                                 |                    |
| ブレインブレイカー                      | 1985年        | PC               |                                                    |                    |
| エルドラド伝奇                          | 1985年1月     | PC               | 槙村ただし                                         |                    |
| 軽井沢誘拐案内                          | 1985年4月     | PC               | 堀井雄二                                           |                    |
| TOKYOナンパストリート                   | 1985年4月     | PC               | 関野ひかる                                         |                    |
| セイバー                                | 1985年10月    | PC               |                                                    |                    |
| ゼビウス（PC-8801/mkII/SR移植版）       | 1985年11月    | PC               |                                                    |                    |
| ウイングマン2 -キータクラーの復活-      | 1986年4月     | PC               | TAMTAM                                             |                    |
| 北斗の拳 バイオレンス劇画アドベンチャー | 1986年5月     | PC               |                                                    |                    |
| ジーザス                                | 1987年4月28日 | PC               |                                                    |                    |
| ガンダーラ 仏陀の聖戦                   | 1987年5月28日 | PC               |                                                    |                    |
| ウイングマンスペシャル -さらば夢戦士-   | 1987年12月    | PC               | TAMTAM                                             |                    |
| アンジェラス 〜悪魔の福音〜             | 1988年7月     | PC               |                                                    |                    |
| バーニングポイント                      | 1989年2月23日 | PC               |                                                    |                    |
| PRAJATOR                                | 1989年12月    | PC               |                                                    |                    |
| ミスティ・ブルー                        | 1990年4月2日  | PC               |                                                    |                    |
| 46億年物語 -THE 進化論-                 | 1990年5月26日 | PC               | 46億年物語プロジェクトチーム                       |                    |
| ジーザス2                               | 1991年3月24日 | PC               |                                                    |                    |
| ライヒスリッター-帝国騎士団-            | 1991年5月26日 | PC               |                                                    |                    |
| High Reward                             | 1994年9月22日 | PC               |                                                    | 発売元：イマジニア |
| クロスゲート                            | 2001年7月26日 | PC               | ドワンゴ、ツェナワークス、ポンスビック             |                    |
| ディプスファンタジア                    | 2001年12月6日 | PC               | ヘッドロック                                       |                    |
| コスモぐらし 〜オンライン的野菜生活〜   | 2003年3月28日 | PC               | ムームー、マイクロビジョン、コミュニティーエンジン |                    |
| ファランクス                            |               | PC               |                                                    |                    |

### コンシューマーゲーム機用ソフト
| タイトル                                                                      | 発売日         | プラットフォーム | 開発元                                                                           | 備考                                 |
| ----------------------------------------------------------------------------- | -------------- | ---------------- | -------------------------------------------------------------------------------- | ------------------------------------ |
| ドアドア                                                                      | 1985年7月18日  | FC               | チュンソフト                                                                     |                                      |
| ポートピア連続殺人事件                                                        | 1985年11月29日 | FC               | チュンソフト                                                                     |                                      |
| ドラゴンクエスト                                                              | 1986年5月27日  | FC               | チュンソフト                                                                     | ドラゴンクエストシリーズ             |
| ドラゴンクエストII 悪霊の神々                                                 | 1987年1月26日  | FC               | チュンソフト                                                                     | ドラゴンクエストシリーズ             |
| ドラゴンクエストIII そして伝説へ…                                             | 1988年2月10日  | FC               | チュンソフト                                                                     | ドラゴンクエストシリーズ             |
| ドラゴンクエストIV 導かれし者たち                                             | 1990年2月11日  | FC               | チュンソフト                                                                     | ドラゴンクエストシリーズ             |
| アクトレイザー                                                                | 1990年12月16日 | SFC              | クインテット                                                                     | アクトレイザーシリーズ               |
| ソウルブレイダー                                                              | 1992年1月31日  | SFC              | クインテット                                                                     |                                      |
| ドラゴンクエストV 天空の花嫁                                                  | 1992年9月27日  | SFC              | チュンソフト                                                                     | ドラゴンクエストシリーズ             |
| ダンジョンランド                                                              | 1992年12月15日 | GB               | ランダムハウス                                                                   |                                      |
| ジャストブリード                                                              | 1992年12月15日 | FC               | ランダムハウス                                                                   |                                      |
| 46億年物語-はるかなるエデンへ-                                                | 1992年12月21日 | SFC              | アルマニック                                                                     |                                      |
| エルナード                                                                    | 1993年4月23日  | SFC              | プロデュース                                                                     |                                      |
| 樹帝戦紀                                                                      | 1993年8月27日  | SFC              | タムタム                                                                         |                                      |
| アクトレイザー2 〜沈黙への聖戦〜                                              | 1993年10月29日 | SFC              | クインテット                                                                     | アクトレイザーシリーズ               |
| ガイア幻想紀                                                                  | 1993年11月27日 | SFC              | クインテット                                                                     |                                      |
| ドラゴンクエストI・II                                                         | 1993年12月18日 | SFC              | チュンソフト                                                                     | ドラゴンクエストシリーズ             |
| ブレインロード                                                                | 1994年1月29日  | SFC              | プロデュース                                                                     |                                      |
| いただきストリート2 〜ネオンサインはバラ色に〜                                | 1994年2月26日  | SFC              | トムキャットシステム                                                             | いただきストリートシリーズ           |
| 南国少年パプワくん                                                            | 1994年3月25日  | SFC              | ダフト                                                                           |                                      |
| 南国少年パプワくん ガンマ団の野望                                             | 1994年3月25日  | GB               | ダフト                                                                           |                                      |
| スラップスティック                                                            | 1994年7月8日   | SFC              | クインテット                                                                     |                                      |
| ワンダープロジェクトJ 機械の少年ピーノ                                        | 1994年12月9日  | SFC              | アルマニック                                                                     | ワンダープロジェクトJシリーズ        |
| 熱血大陸バーニングヒーローズ                                                  | 1995年3月17日  | SFC              | Jフォース                                                                        |                                      |
| 魔法陣グルグル                                                                | 1995年4月21日  | SFC              | タムタム                                                                         |                                      |
| ミスティックアーク                                                            | 1995年7月14日  | SFC              | プロデュース                                                                     | ミスティックアークシリーズ           |
| ハーメルンのバイオリン弾き                                                    | 1995年9月29日  | SFC              | ダフト                                                                           |                                      |
| 常勝麻雀 天牌                                                                 | 1995年9月29日  | SFC              | ゲームアーツ、マイクロパイン                                                     |                                      |
| 天地創造                                                                      | 1995年10月20日 | SFC              | クインテット                                                                     |                                      |
| ドラゴンクエストVI 幻の大地                                                   | 1995年12月9日  | SFC              | ハートビート                                                                     | ドラゴンクエストシリーズ             |
| 魔法陣グルグル2                                                               | 1996年4月12日  | SFC              | タムタム                                                                         |                                      |
| ダークハーフ                                                                  | 1996年5月31日  | SFC              | ウエストン                                                                       |                                      |
| スターオーシャン                                                              | 1996年7月19日  | SFC              | トライエース                                                                     | スターオーシャンシリーズ             |
| ワンダープロジェクトJ2 コルロの森のジョゼット                                 | 1996年11月22日 | N64              | ギブロ                                                                           | ワンダープロジェクトJシリーズ        |
| ドラゴンクエストIII そして伝説へ…                                             | 1996年12月6日  | SFC              | ハートビート                                                                     | ドラゴンクエストシリーズ             |
| ゆけゆけ!!トラブルメーカーズ                                                  | 1997年6月26日  | N64              | トレジャー                                                                       |                                      |
| 七ツ風の島物語                                                                | 1997年11月27日 | SS               | ギブロ                                                                           |                                      |
| 忍ペンまん丸                                                                  | 1997年12月18日 | SS               | タムタム                                                                         |                                      |
| RIVEN THE SEQUEL TO MYST                                                      | 1997年12月23日 | PS               |                                                                                  |                                      |
| バスト ア ムーブ Dance & Rhytum Action                                        | 1998年1月29日  | PS               | メトロ                                                                           | バスト ア ムーブシリーズ             |
| RIVEN THE SEQUEL TO MYST                                                      | 1998年4月9日   | SS               |                                                                                  |                                      |
| 日本代表チームの監督になろう!                                                 | 1998年6月25日  | SS               | トーセ                                                                           |                                      |
| ハローチャーリー!!                                                            | 1998年7月30日  | PS               |                                                                                  |                                      |
| スターオーシャン セカンドストーリー                                           | 1998年7月30日  | PS               | トライエース                                                                     | スターオーシャンシリーズ             |
| アストロノーカ                                                                | 1998年8月27日  | PS               | ムームー、システムサコム                                                         |                                      |
| いただきストリート ゴージャスキング                                           | 1998年9月23日  | PS               | トムキャットシステム                                                             | いただきストリートシリーズ           |
| ドラゴンクエストモンスターズ テリーのワンダーランド                           | 1998年9月25日  | GB               | トーセ                                                                           | ドラゴンクエストモンスターズシリーズ |
| グレイトヒッツ                                                                | 1998年10月29日 | PS               | ウィズ、システムサコム                                                           |                                      |
| ユーラシアエクスプレス殺人事件                                                | 1998年11月26日 | PS               | フォーサム、システムサコム                                                       |                                      |
| グーグートロプス                                                              | 1999年1月28日  | PS               | プロデュース                                                                     |                                      |
| トゥームレイダー3                                                             | 1999年3月4日   | PS               | アイドス・インタラクティブ                                                       |                                      |
| ミスティックアーク まぼろし劇場                                               | 1999年3月18日  | PS               | プロデュース                                                                     | ミスティックアークシリーズ           |
| バスト ア ムーブ2 〜ダンス天国MIX〜                                           | 1999年4月15日  | PS               | メトロ                                                                           | バスト ア ムーブシリーズ             |
| せがれいじり                                                                  | 1999年6月3日   | PS               | ブレインドック、ネメシス                                                         | せがれいじりシリーズ                 |
| ラクガキショータイム                                                          | 1999年7月29日  | PS               | トレジャー                                                                       |                                      |
| ポップンタンクス!                                                             | 1999年7月29日  | PS               |                                                                                  |                                      |
| ドラゴンクエストキャラクターズ トルネコの大冒険2 不思議のダンジョン           | 1999年9月15日  | PS               | チュンソフト、マトリックス                                                       | 不思議のダンジョンシリーズ           |
| ドラゴンクエストI・II                                                         | 1999年9月23日  | GB               | トーセ                                                                           | ドラゴンクエストシリーズ             |
| プラネットライカ                                                              | 1999年10月21日 | PS               | 是空                                                                             |                                      |
| ヴァルキリープロファイル                                                      | 1999年12月22日 | PS               | トライエース                                                                     |                                      |
| KAIKANフレーズ 堕天使降臨                                                     | 2000年2月24日  | PS               | プロデュース                                                                     |                                      |
| うたうたウ〜 SEIREI-SONGS                                                     | 2000年2月24日  | PS               | オーパス、ウサギ王                                                               |                                      |
| 天までジャック オドロキマメノキ大登亡!!                                       | 2000年3月23日  | PS               | バンタンインターナショナル、エクスレイズ                                         |                                      |
| お見合いコマンドー 〜バカップルにつっこみを〜                                 | 2000年3月30日  | PS               | 魔法                                                                             |                                      |
| ØSTORY                                                                        | 2000年4月27日  | PS2              | ゼネラル・エンタテイメント                                                       |                                      |
| 鈴木爆発                                                                      | 2000年7月6日   | PS               | ソル                                                                             |                                      |
| ドラゴンクエストVII エデンの戦士たち                                          | 2000年8月26日  | PS               | ハートビート、アルテピアッツァ                                                   | ドラゴンクエストシリーズ             |
| ブレイドアーツ 〜黄昏の都ルルイエ〜                                           | 2000年9月28日  | PS               | エア                                                                             |                                      |
| ダンスサミット2001 バスト ア ムーブ                                           | 2000年11月2日  | PS2              | メトロ                                                                           | バスト ア ムーブシリーズ             |
| ドキドキ♡伝説 魔法陣グルグル                                                  | 2000年11月17日 | GB               | タムタム                                                                         |                                      |
| オレが監督だ! 〜激闘ペナントレース〜                                          | 2000年11月22日 | PS2              | タムソフト                                                                       | オレが監督だ!シリーズ                |
| コマンドマスター                                                              | 2000年11月22日 | GB               | ブレインドック                                                                   |                                      |
| ドラゴンクエストIII そして伝説へ…                                             | 2000年12月8日  | GB               | トーセ                                                                           | ドラゴンクエストシリーズ             |
| ドラゴンクエストモンスターズ2 マルタのふしぎな鍵 ルカの旅立ち                 | 2001年3月9日   | GB               | トーセ                                                                           | ドラゴンクエストモンスターズシリーズ |
| スーパーギャルデリックアワー                                                  | 2001年3月29日  | PS2              | エクスレイズ                                                                     |                                      |
| ドラゴンクエストモンスターズ2 マルタのふしぎな鍵 イルの冒険                   | 2001年4月12日  | GB               | トーセ                                                                           | ドラゴンクエストモンスターズシリーズ |
| エンドネシア                                                                  | 2001年5月31日  | PS2              | バンプール                                                                       |                                      |
| スターオーシャン ブルースフィア                                               | 2001年6月28日  | GB               | トライエース                                                                     | スターオーシャンシリーズ             |
| the FEAR                                                                      | 2001年7月26日  | PS2              | デジタルフロンティア、タオコミュニケーションズ、イナテック、トライクレッシェンド |                                      |
| ドラゴンクエストIV 導かれし者たち                                             | 2001年11月22日 | PS               | ハートビート、アルテピアッツァ                                                   | ドラゴンクエストシリーズ             |
| ドラゴンクエストキャラクターズ トルネコの大冒険2アドバンス 不思議のダンジョン | 2001年12月20日 | GBA              | チュンソフト、マトリックス                                                       | 不思議のダンジョンシリーズ           |
| スナップキッズ                                                                | 2002年1月17日  | GBA              | ゲームキッズ                                                                     |                                      |
| グランディア エクストリーム                                                   | 2002年1月31日  | PS2              | ゲームアーツ                                                                     | グランディアシリーズ                 |
| グランディアII                                                                | 2002年2月21日  | PS2              | ゲームアーツ                                                                     | グランディアシリーズ                 |
| いただきストリート3 億万長者にしてあげる! 〜家庭教師つき!〜                   | 2002年2月28日  | PS2              | クレアテック、タムソフト                                                         | いただきストリートシリーズ           |
| オレが監督だ! ボリューム2 〜激闘ペナントレース〜                              | 2002年3月7日   | PS2              | タムソフト                                                                       | オレが監督だ!シリーズ                |
| 日本代表選手になろう!                                                         | 2002年5月23日  | PS2              | キャビア、スカラベ                                                               |                                      |
| ドラゴンクエストモンスターズ1・2 星降りの勇者と牧場の仲間たち                 | 2002年5月30日  | PS               | トーセ                                                                           | ドラゴンクエストモンスターズシリーズ |
| 続せがれいじり 変珍たませがれ                                                 | 2002年6月27日  | PS2              | ブレインドック、ネメシス                                                         | せがれいじりシリーズ                 |
| ギガンティック ドライブ                                                       | 2002年8月29日  | PS2              | サンドロット                                                                     |                                      |
| サムライエボリューション 桜国ガイスト                                         | 2002年9月20日  | GBA              | ティーセット、タムタム                                                           |                                      |
| ドラゴンクエストキャラクターズ トルネコの大冒険3 不思議のダンジョン           | 2002年10月31日 | PS2              | チュンソフト、マトリックス                                                       | 不思議のダンジョンシリーズ           |
| スターオーシャン Till the End of Time                                         | 2003年2月27日  | PS2              | トライエース                                                                     | スターオーシャンシリーズ             |
| ドラゴンクエストモンスターズ キャラバンハート                                 | 2003年3月29日  | GBA              | トーセ                                                                           | ドラゴンクエストモンスターズシリーズ |

### 周辺機器
- ハイパーコントローラ（HYPER CONTROLLER） - FM-TOWNS用ゲームコントローラ。品番：EOJ-01。

## 漫画雑誌
- 1991年3月 - 月刊少年ガンガン
- 1993年3月 - ガンガンファンタジー （1994年3月に月刊Gファンタジーに改題）
- 1994年3月 - 月刊少年ギャグ王 （1999年3月休刊）
- 2001年1月 - 月刊ガンガンWING （2009年2月休刊）・月刊ステンシル （2003年7月休刊）

## 主な提供番組
いずれも過去
- ドラゴンクエスト
- ONE PIECE
- ドラゴンクエスト ダイの大冒険
- ドンキーコング
- 南国少年パプワくん[注 1]
- 魔法陣グルグル[注 1]
- モンスターファーム
- 忍ペンまん丸
- ハーメルンのバイオリン弾き
- 人気者でいこう!
- 吉本超合金
- 吉本超合金F